# Sala Burton
Sala Galante Burton (Białystok; 1 de abril de 1925-Washington D. C.; 1 de febrero de 1987) fue una política estadounidense nacida en Polonia que se desempeñó como representante de los Estados Unidos por el 5.º distrito congresional de California desde 1983 hasta su fallecimiento en 1987.

## Biografía

### Primeros años y educación
Nació como Sala Galante, en el seno de una familia judía en Białystok, Polonia, el 1 de abril de 1925. La familia emigró a los Estados Unidos en 1939, antes de la invasión alemana de Polonia. Asistió a escuelas públicas en San Francisco y luego a la Universidad de dicha ciudad.

### Carrera
Fue directora asociada del Instituto de Asuntos Públicos de California entre 1948 y 1950. Fue vicepresidenta del Consejo Demócrata de California entre 1951 y 1954; y se desempeñó como presidenta del Foro de Mujeres Demócratas de San Francisco entre 1957 y 1959.
Se desempeñó como delegada en las Convenciones Nacionales Demócratas de 1956, 1976, 1980 y 1984. A través de una elección especial, fue elegida como representante de los Estados Unidos por el 5.º distrito congresional de California tras la muerte de su esposo. Fue reelegida para dos mandatos más y la sucedió la futura presidenta de la Cámara, Nancy Pelosi.

### Vida personal
Se casó con Irving Lipschultz. Juntos, tuvieron una hija, Joy, y se divorciaron en 1951. Conoció a su segundo esposo, Phillip Burton, en una convención de Jóvenes Demócratas de California en 1950. Estuvieron casados desde 1953 hasta la muerte de Phillip en 1983. La escuela secundaria Phillip & Sala Burton, en el sitio de la antigua escuela secundaria Woodrow Wilson en San Francisco, lleva el nombre de la pareja.

### Muerte y sucesión
Murió de cáncer de colon el 1 de febrero de 1987 en Washington, D. C., y fue enterrada en el Cementerio Nacional de San Francisco en el Presidio de la ciudad. Fue sucedida en la elección especial resultante por Nancy Pelosi, quien ha representado distritos similares de California desde entonces.